# Evelyn Miralles
Evelyn Miralles (Caracas, Venezuela, 1967) es una ingeniera informática de origen venezolano, pionera en la realidad virtual de satélites en la NASA, es considerada una de las mujeres más importantes de la NASA en el mundo.

## Biografía
Inició sus estudios en la Universidad Católica Andrés Bello, sin embargo en 1986, con 20 años de edad, emigró hacia los Estados Unidos. Quería ser arquitecta, pero en la Universidad de Houston comenzó a diseñar con computadoras. En 1990 se graduó de la Universidad Lamar en gráficas de computación y en 1992 de la Universidad de Houston-Clear Lake en informática, también haría un posgrado en ciencia espacial en la universidad de Harvard. Ha trabajado desde entonces en el Laboratorio de Realidad Virtual del Centro Espacial Johnson durante más de 20 años en Houston (Texas), donde actualmente es la ingeniera principal y estrategista de tecnología. Su trabajo se utiliza para entrenar a los astronautas en la actividad extravehicular.

### Experiencia profesional
Desde 1992, ha apoyado las actividades del Transbordador STS y las misiones de la Estación Espacial Internacional. Su primer proyecto fue la construcción de un modelo 3D de una casa en la Luna, que en un principio fue completamente factible, aunque todavía es posible utilizarse en el futuro para una misión a Marte. Miralles fue coautora del Dynamic Onboard Ubiquitous Graphics (DOUG) que se utiliza desde 1993 para el entrenamiento en realidad virtual por astronautas de la misión STS 61 que reparó el telescopio espacial Hubble. Trabajó también en la Estación Espacial Internacional, diseñando la estructura y el trabajo de los astronautas.
En 2016 fue una de las nueve mujeres de América Latina en la lista de las 100 mujeres de 2016 de la BBC.

## Distinciones
- Premio de Seguridad de Vuelo de la NASA[4]
- CNET en español Top 20 de los hispanos más influyentes en Estados Unidos - 2015[4]
- CNET en español Top 20 de los hispanos más influyentes en Estados Unidos - 2016[4]
- Universidad de Houston-Clear Lake - Premio Alumno Distinguido - 2016[4]
- (ABC) 50 hispanas del mundo
- 100 mujeres (BBC) - 2016[6]
- 2015, Medalla Presidencial de la Libertad[7]
- 2010, Doctorado Honorario en Ciencias de la Universidad de Old Dominion, Norfolk, Virginia
- 2006, Doctorado Honorario en Ciencias de la Universidad Capitol, Laurel, Maryland
- 1999, Exalumnos más destacados del año de la Universidad Estatal de Virginia State Occidental
- 1998, Doctor en Leyes Honorario, de la Universidad Estatal de Farmingdale
- 1996, NASA, Centro de Investigación Langley, Premio Especial al Logro[8]